# William A. Stewart
William Alexander Stewart (ur. 12 września 1930, zm. 25 marca 2002) – amerykański językoznawca, specjalista w zakresie języków kreolskich. Wprowadził na grunt lingwistyki terminy „akrolekt” i „basilekt”, określające dialekty o różnym poziomie prestiżu w kontinuum socjolingwistycznym. Przyczynił się do rozwoju nowoczesnej kreolistyki.
Kształcił się na Uniwersytecie Kalifornijskim w Los Angeles, gdzie uzyskał bakalureat (1955) i magisterium (1958).